# Myzomèle à menton rouge
Myzomela eques
Espèce
Statut de conservation UICN

 LC  : Préoccupation mineure
Le Myzomèle à menton rouge (Myzomela eques) est une espèce de passereaux de la famille des Meliphagidae.

## Répartition et habitat
Cet oiseau se rencontre en Nouvelle-Guinée. Il habite les forêts humides tropicales et subtropicales de basse altitude.

## Liste des sous-espèces
D'après Alan P. Peterson, quatre sous-espèces ont été décrites :
- Myzomela eques eques (Lesson & Garnot) 1827
- Myzomela eques karimuiensis Diamond 1967
- Myzomela eques nymani Rothschild & Hartert 1903
- Myzomela eques primitiva Stresemann & Paludan 1932

## Classification
Le nom valide complet (avec auteur) de ce taxon est Myzomela eques (R.Lesson & Garnot, 1827).
L'espèce a été initialement classée dans le genre Cinnyris sous le protonyme Cinnyris eques R.Lesson & Garnot, 1827.
Ce taxon porte en français le nom vernaculaire ou normalisé suivant : Myzomèle à menton rouge.